# Kikil
Kikil es una comisaría del municipio de Tizimín en el noreste del estado de Yucatán en México. Se encuentra ubicada 6 km al norte de la cabecera municipal, Tizimín, en el camino que conduce a Río Lagartos.
En 2010 la localidad contaba con 163 habitantes.

## Atractivos turísticos
Cuenta la comisaría con un convento franciscano presumiblemente del siglo XVII o principios del XVIII, que ha sido reconstruido con fondos mixtos de la iniciativa privada y del gobierno federal, a través del INAH.
También hay un cenote de aguas límpidas muy visitado por los espeleólogos y turistas.

## Demografía
Según el censo de 2010 realizado por el INEGI, la población de la localidad era de 173 habitantes.